# Proasellus meridianus
El Proasellus meridianus es una especie de crustáceo isópodo de agua dulce de la familia Asellidae, parecido a las cochinillas (oniscidea).

## Descripción
El último segmento del abdomen es de forma redondeada, posee uropodios largos y claramente bifurcados que se extienden a una distancia considerable más allá del extremo del abdomen. Puede ser confundido con el Asellus aquaticus, del que se distingue principalmente por la banda continua de color pálido que presenta en el margen posterior de la cabeza. Los ejemplares adultos miden entre 5 y 15 milímetros y su peso en seco es de entre 300 y 900 microgramos. El P. meridianus está pigmentado y oculado, presentando una banda continua en la parte inferior de la cabeza.

## Distribución y hábitat
Es bastante común en Gran Bretaña, Francia y Bélgica. Aunque algunos autores consideran que se trata de una especie exótica invasiva procedente del sur de Europa, su estatus como especie exótica puede ser cuestionado. Al igual que el A. aquaticus, puede ser encontrado en ríos, arroyos y balsas de agua estancada, y en menor frecuencia, en estanques de jardines. Tolera niveles bajos de sal, pero es poco tolerante a la contaminación. Se alimenta principalmente de detritus y restos de plantas de los cauces fluviales.

## Reproducción
La producción de huevos del P. meridianus está positivamente correlacionada con su longitud corporal, comenzando a reproducirse con tamaños menores que el A. aquaticus y siendo más fecundo. El ciclo de vida muestra tres períodos principales de reproducción, sustituyendo la población dos veces durante el año y siendo menor en verano que en primavera.